# Freedom Toaster

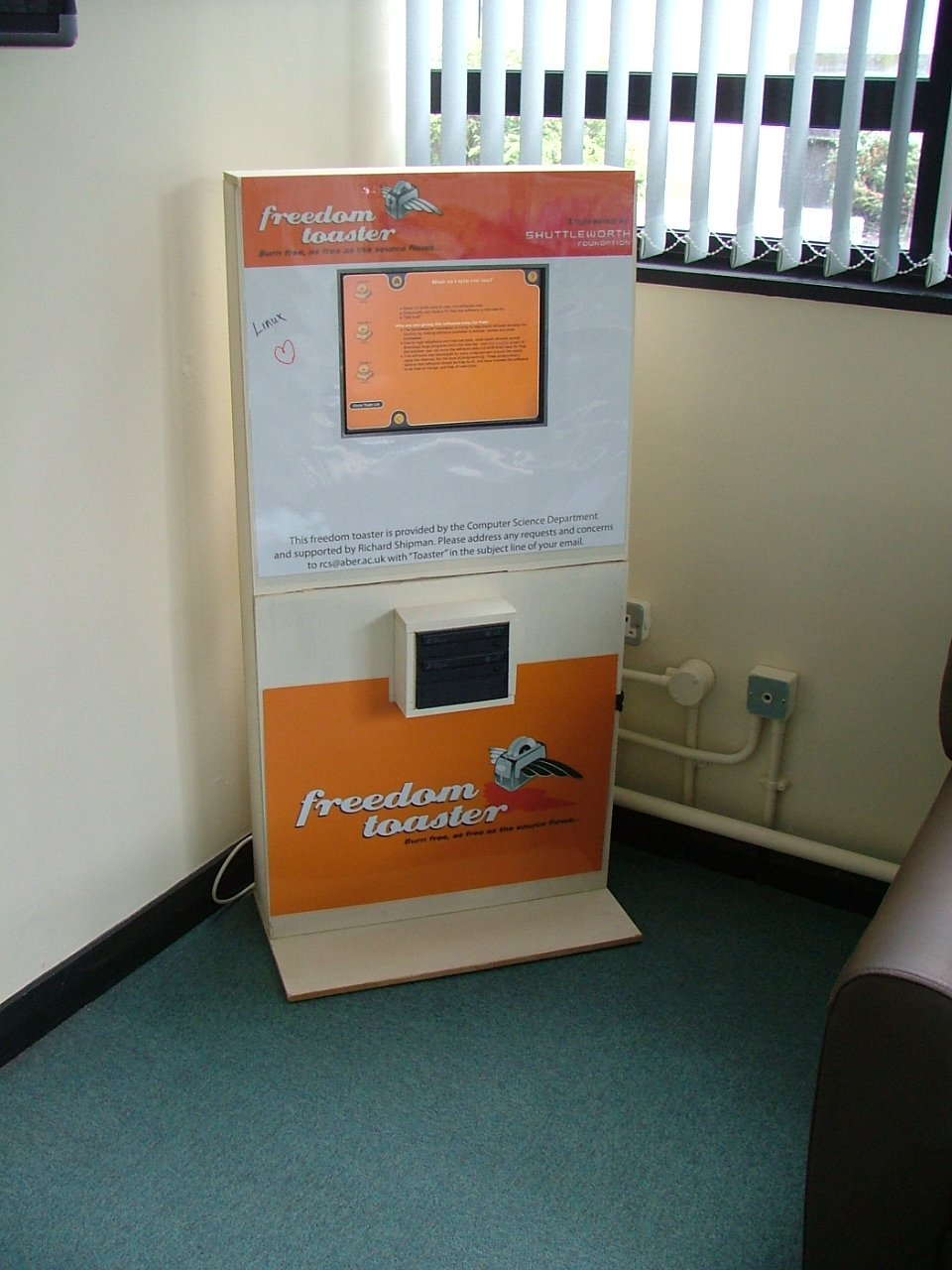
Freedom Toaster v Aberystwyth

Freedom Toaster je veřejný samoobslužný stánek podobný telefonnímu automatu sloužící ke kopírování svobodného softwaru na vlastní donesená CD nebo DVD.

## Historie
Původní projekt Freedom Toaster byl sponzorován nadací Marka Shuttlewortha. Skládal se z několika vypalovaček CD, kde si mohli kolemjdoucí zkopírovat svobodný software na svoje vlastní prázdná CD. Projekt vznikl jako způsob jak získat Linux a další svobodný SW v Jihoafrické republice, kde kvůli cenám a dostupnosti není možné si tyto věci stáhnout z Internetu. V současné době je tam takovýchto automatů umístěno 22 a to celkem v patnácti městech.

## Funkce
Freedom Toastery jsou umísťovány nejčastěji ve školách, knihovnách, obchodních centrech a dalších veřejně přístupných míst. Uživatel do něj vloží CD nebo DVD, zvolí si software, který požaduje, spustí vypalování a během několika málo minut je software připraven.

## Dostupnost
Nejvíce Freedom Toasterů se zatím nachází v Jihoafrické republice. Nadace Marka Shuttleworthe má však zájem na jejich rozšíření i do dalších zemí, a proto umístila na svoje stránky návod, jak si takovýto přístroj vyrobit. [nedostupný zdroj]